# Trogon bairdii
Trogon bairdii е вид птица от семейство Трогонови (Trogonidae). Видът е почти застрашен от изчезване.

## Разпространение
Видът е разпространен в Коста Рика и Панама.